# Chienti
Il Chienti (Flusor e Cluentus in latino) è tra i maggiori fiumi delle Marche, una piccola parte del suo bacino idrografico si trova anche in Umbria, negli Altopiani di Colfiorito (comune di Foligno). È lungo 91 km e possiede il 2º bacino imbrifero della regione per estensione, dopo quello del Metauro.

## Corso del fiume
Il fiume Chienti nasce dal versante adriatico della dorsale appenninica, nell'Appennino umbro-marchigiano. Il ramo principale, detto Chienti di Gelagna, nasce tra i monti Macchie e Civitella a 860 m s.l.m. e dopo aver attraversato il Piano Plestino, entra nella Botte dei Varano, da cui fuoriesce dopo un percorso sotterraneo di circa 300 metri nella "Gola di Serravalle". A La Maddalena, frazione del Comune di Muccia, riceve le acque dell'altro ramo, il "Chienti di Pieve Torina", che nasce dal monte Fema a Pieve Torina). Prima del lago di Polverina riceve le acque copiose del torrente Fornace e da questo momento in poi subisce continue captazioni da parte dell'Enel, modificandone la portata. A valle di Camerino riceve il torrente San Luca, a Valcimarra poco prima del lago di Caccamo (chiamato anche lago di Borgiano o di Pieve Favera), l'Enel ridà al fiume le acque captate dai laghi di Fiastra e Polverina.
A Belforte del Chienti il fiume riceve le acque del fiume Fiastrone e da lì prosegue dirigendosi ad oriente verso il Mare Adriatico, dove sfocia tra le città di Civitanova Marche e Porto Sant'Elpidio, segnando così un confine naturale tra le province di Macerata e Fermo. Tra i principali affluenti sono da segnalare anche alcuni torrenti, tra cui il Fiastra (presso Corridonia) che nasce con il nome di Fiastrella nel Monte Montioli (San Ginesio), il Trodica che scende da Macerata, il Cremone e l'Ete Morto (confluenza visibile presso l'area di servizio Chienti Est dell'autostrada A14 presso Civitanova Marche). La costruzione e la presenza degli invasi artificiali, per la produzione di energia elettrica, hanno modificato in modo abbastanza vistoso sia il corso del fiume, che l'assetto del bacino idrografico.
| Nome dell'invaso                | Centrale alimentata | Capacità (m³) | Anno di entrata |
| ------------------------------- | ------------------- | ------------- | --------------- |
| Lago di Fiastra                 | Valcimarra          | 21 000        | 1955            |
| Lago di Polverina               |                     | 8 000         | 1967            |
| Lago di Caccamo (o di Borgiano) | Belforte I          | 4 600 000     | 1954            |
| Lago di Santa Maria             | Belforte II         | 600 000       | 1955            |
| Lago le Grazie                  | Ributino            | 1 500 000     | 1963            |

## Regime idrologico
Il Chienti è un corso d'acqua dal regime tipicamente appenninico, con forti piene nella stagione autunnale (anche di 1.500 m³/s) e notevoli magre in estate.
Da sottolineare la forte influenza esercitata dai bacini artificiali sul regime del fiume, che mostra a volte anomale variazioni di portata e una certa copiosità "artificiale" delle portate estive in alcuni tratti.
La portata media annua, pur regolata, ha risentito negli anni di pesanti cali: a Tolentino ad esempio è di appena 7,6 m³/s, ma allo stato naturale dovrebbe essere assai maggiore, pur se più irregolare.

## Arte

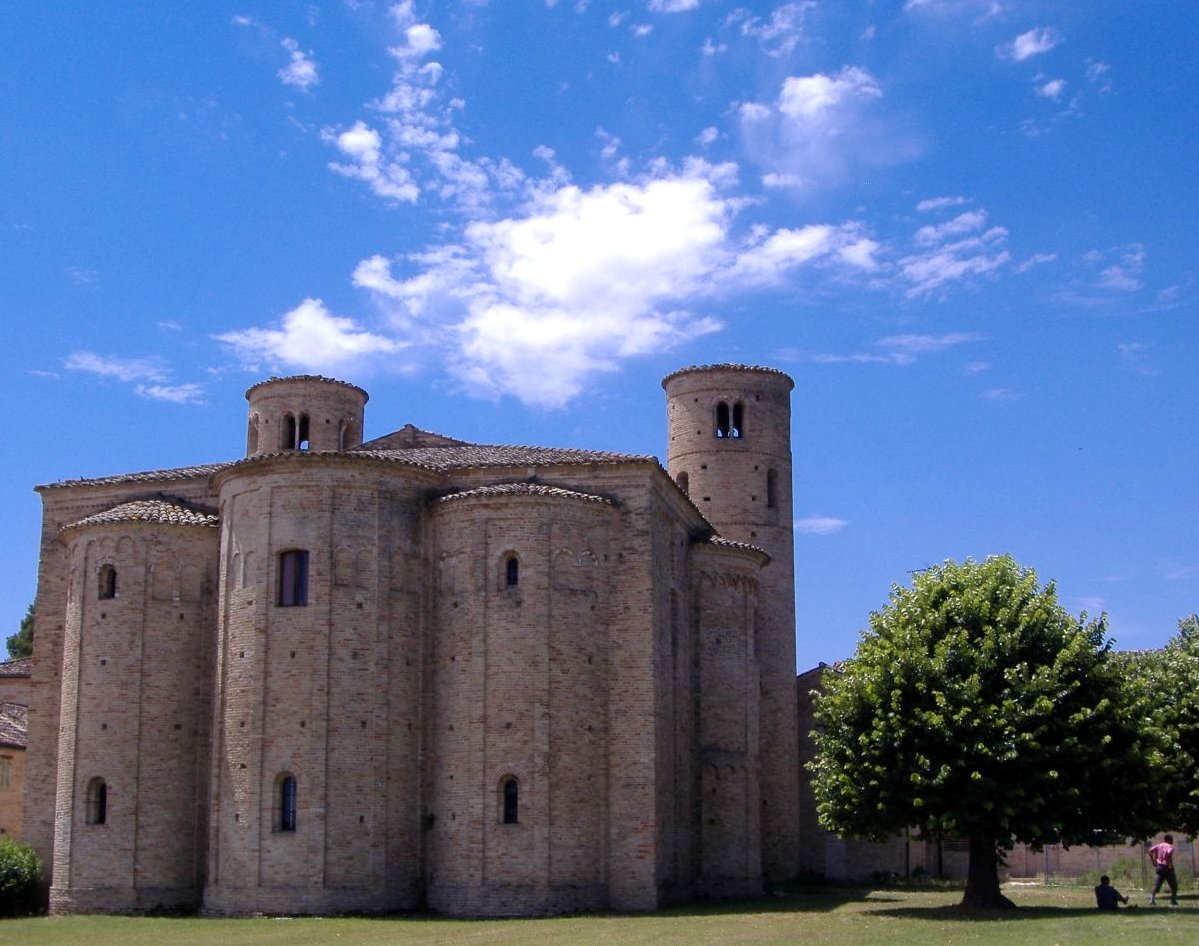
San Claudio al Chienti

I luoghi di interesse che incontra, oltre ai centri storici di Camerino, Tolentino, Corridonia e Macerata, sono anche le chiese in stile romanico di San Claudio al Chienti, Santissima Annunziata o Santa Maria a Pie' di Chienti, l'abbazia di Santa Croce al Chienti, i castelli di Varano, di Beldiletto, di Caldarola e della Rancia, luogo quest'ultimo che vide la storica sconfitta il 2 maggio 1815 di Gioacchino Murat e del suo sogno di indipendenza italica.

## Valle
La Valle del Chienti, che attraversa vari comuni della provincia di Macerata e nel suo tratto terminale segna il confine con la provincia di Fermo, si dispone parallelamente alle altre valli delle Marche contribuendo a dare alla regione un aspetto orografico simile ad un pettine.

## Comuni attraversati
- Provincia di Macerata: Serravalle di Chienti, Pieve Torina, Muccia, Camerino, Pievebovigliana, Fiastra, Caldarola, Serrapetrona, Belforte del Chienti, Tolentino, Pollenza, Macerata, Corridonia, Morrovalle, Monte San Giusto, Montecosaro e Civitanova Marche.
- Provincia di Fermo: Montegranaro, Sant'Elpidio a Mare e Porto Sant'Elpidio.